# Salinità

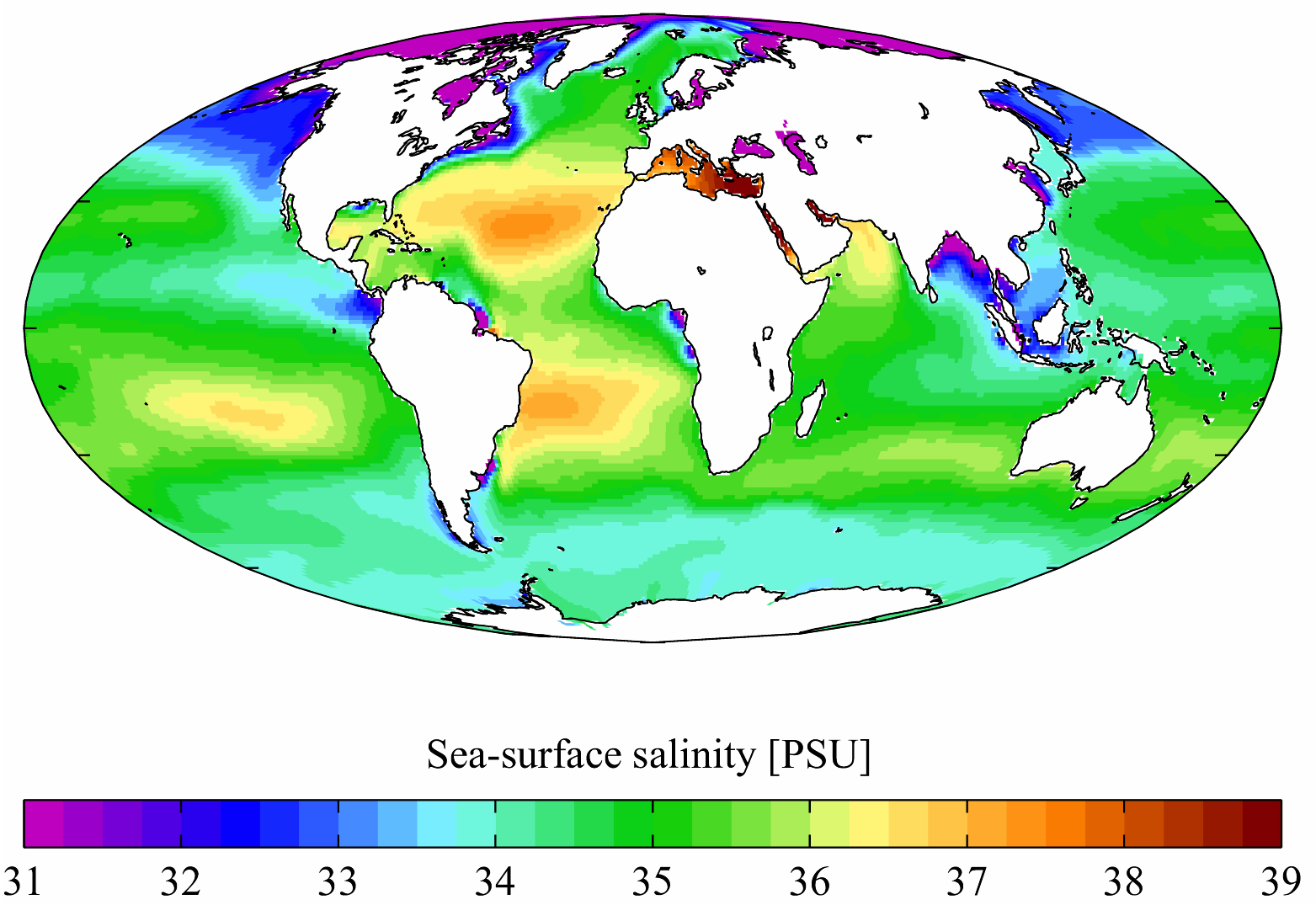
Salinità annuale media della superficie oceanica (World Ocean Atlas, 2001).

La salinità indica la concentrazione di sali di una soluzione: mentre in passato la salinità era determinata sulla base della clorinità, grandezza che esprime il contenuto totale di cloruri (Cl−), bromuri (Br−) e ioduri (I−), attualmente l'unità di misura ufficialmente adottata si basa sulla conduttività elettrica e quindi tiene maggiormente conto di tutto l'insieme dei sali presenti in soluzione.

## Definizione
| Classificazione delle acque in base alla salinità (intesa come frazione massica) | Classificazione delle acque in base alla salinità (intesa come frazione massica) | Classificazione delle acque in base alla salinità (intesa come frazione massica) | Classificazione delle acque in base alla salinità (intesa come frazione massica) |
| Acqua dolce                                                                      | Acqua salmastra                                                                  | Acqua salata                                                                     | Salamoia                                                                         |
| < 0,045 %                                                                        | 0,05 - 3 %                                                                       | 3 - 5 %                                                                          | > 5 %                                                                            |
| < 450 ppm                                                                        | 500 - 30 000 ppm                                                                 | 30 000 - 50 000 ppm                                                              | > 50 000 ppm                                                                     |
| -------------------------------------------------------------------------------- | -------------------------------------------------------------------------------- | -------------------------------------------------------------------------------- | -------------------------------------------------------------------------------- |

Il termine tecnico utilizzato per indicare il contenuto in sali dell'oceano è salinità, per il fatto che gli alogenuri (in particolare Cl−), sono gli anioni più abbondanti presenti nella miscela di elementi disciolti. In oceanografia, l'alinità viene tradizionalmente indicata come frazione massica ed espressa in parti per mille ("ppt" dalla letteratura anglosassone parts per thousand, o anche ‰) che, considerando approssimativamente la densità come 1000 grammi/litro, corrisponde anche numericamente al valore della densità in soluzione espressa in grammi/litro. In chimica analitica si usa invece esprimere la salinità in ppm, o corrispondentemente in mg/L. Nel 1978, quando fin dagli inizi del ventesimo secolo si usava il riferimento alla clorinità, la salinità o alinità erano espresse come ‰ sulla base della conduttività elettrica in riferimento a un campione artificiale di acqua marina utilizzato quale standard. La nuova Practical Salinity Scale fu successivamente ulteriormente raffinata dagli oceanografi mondiali con l'introduzione dell'unità di misura in psu (Practical Salinity Units), corrispondente al rapporto tra la conduttività di un campione di acqua di mare e quella di una soluzione standard di KCl formata da 32,4356 grammi di sale disciolti in 1 kg di soluzione a 15 °C. I rapporti sono adimensionali e 35 psu equivalgono a 35 grammi di sale per chilogrammo di soluzione.
Questi approcci all'indicazione della concentrazione dei sali possono sembrare poco chiari nel loro uso pratico, ma occorre ricordare che la salinità rappresenta la somma delle importanze dei diversi elementi e specie chimiche differenti presenti in un dato volume di acqua. Esprimere uno specifico valore di salinità in termini di concentrazione di una specifica sostanza, per esempio NaCl, richiede una conoscenza più approfondita del campione e della misurazione piuttosto che il semplice peso della componente solida ottenuta dopo evaporazione (uno dei metodi per determinare la salinità). Per esempio, il volume è influenzato dalla temperatura dell'acqua e la composizione dei sali non è costante (anche se generalmente è molto simile in tutta la massa oceanica). Le acque saline dei mari interni possono avere una composizione differente da quella dell'oceano. Per questa ragione queste acque sono definite saline differenziandole dalle acque oceaniche, per le quali viene utilizzato preferibilmente il termine aline (anche se non universalmente usato).

## Classificazione dei corpi idrici in base alla salinità
| SALINITÀ (F.M.) | SERIE TALASSICA      |
| >300‰           | -------------------- |
|                 | iperalina            |
| 60 - 80‰        | -------------------- |
|                 | metaalina            |
| 40‰             | -------------------- |
|                 | mixoeualina          |
| 30‰             | -------------------- |
|                 | polialina            |
| 18‰             | -------------------- |
|                 | mesoalina            |
| 5‰              | -------------------- |
|                 | oligoalina           |
| 0,5‰            | -------------------- |

Le acque di mare sono quelle dell'oceano, altro termine utilizzato per indicare questo genere di acque è mari eualini. La salinità dei mari eualini (intesa come frazione massica) è dal 30 al 35‰. I mari salmastri sono acque con salinità che ricade all'interno dell'intervallo del 0,5 - 29‰, mentre la salinità dei mari metaalini varia dal 36 al 40‰. Tutte queste acque sono considerate talassiche in quanto la loro salinità deriva dall'oceano e omoioaline se la loro salinità non varia molto in funzione del tempo (si mantiene sostanzialmente costante). La tabella mostrata a lato, modificata da F.D. Por nel 1972, segue il "Sistema di Venezia" (1959).
In contrasto con gli ambienti omoioalini esistono ambienti poichiloalini (che possono anche essere talassici) nei quali la variazione di salinità è biologicamente significativa. Le acque poichiloaline possono possedere intervalli di salinità molto ampi, con valori compresi tra lo 0,5‰ a oltre il 300‰. La caratteristica importante è che queste acque hanno una variazione di salinità stagionale, o su altra scala temporale grossolanamente comparabile, di un certo interesse biologico. Più semplicemente, questi corpi idrici possiedono salinità variabile nel tempo.
Le acque altamente saline, nelle quali il sale cristallizza o è prossimo a cristallizzare, sono definite salamoie.
Il fenomeno ottico di netta separazione e stratificazione di acque con diversa salinità si chiama aloclino e si verifica, specialmente in assenza di corrente quando si incontrano acque dolci e salate, allo sbocco di fiumi e in alcuni tipi di grotte come i cenote.

## Considerazioni ambientali
La salinità è un fattore ecologico di considerevole importanza, in grado di influenzare la tipologia di organismi che vivono in un corpo idrico. La salinità influenza le specie di piante in grado di crescere in un ambiente acquatico, o in un terreno lambito dall'acqua. Una pianta che si adatta a condizioni saline è detta alofita. Gli organismi (prevalentemente batteri) in grado di vivere in condizioni molto salate rientrano nella categoria degli estremofili, e più specificamente sono degli alofili. Un organismo in grado di vivere in un ampio intervallo di salinità è detto eurialino.
Il contenuto salino dell'acqua è un importante fattore nella determinazione della potabilità dell'acqua o del possibile utilizzo per scopi industriali o agrari. La rimozione del sale non è semplice e richiede anche un certo dispendio energetico.